# On the Street Where You Live
«On the Street Where You Live» («На улице, где ты живёшь») — песня Фредерика Лоу на слова Алана Джея Лернера из их мюзикла «Моя прекрасная леди» (впервые поставленного на Бродвее в 1956 году).
В вышедшем в 1964 году фильме «Моя прекрасная леди» Фредди Айнсфорд-Хилл поёт эту песню, когда, подобно возлюбленному-изгнаннику из какой-нибудь древнеримской элегии, томительно смотрит снизу вверх на дом, где живёт Элиза Дулитл. Эту роль в фильме играет Джереми Бретт. Песни за него исполняет Билл Ширли.
Первым исполнителем песни на сцене был Джон Майкл Кинг, игравший Фредди Айнсфорда-Хилла в оригинальной постановке мюзикла на Бродвее 1956 года.